# Рижото
Рижото је јело медитеранске кухиње, настало у Италији. Такође је заступљено у кинеској традиционалној кухињи, српској, македонској... 

## Састојци
Главни састојак рижота је пиринач (рижа - по чему је и рижото добио име), осим тога потребни су: црни лук, бели лук, зачини (со, бибер, оригано, соја-сос), сезонско или смрзнуто поврће (нпр. карфиол, грашак, мрква, броколи, аспарагус). У рижото такође могу бити додати комадићи меса, соје, морски плодови и сл. Познат је и "црни рижото" који се прави од сипе. У рижото могу бити додата и јаја, по потреби.